# 8 ربيع الآخر
- السبت
- الأحد
- الاثنين
- الثلاثاء
- الأربعاء
- الخميس
- الجمعة

- 2528 سبتمبر 2024
- 2629 سبتمبر 2024
- 2730 سبتمبر 2024
- 281 أكتوبر 2024
- 292 أكتوبر 2024
- 303 أكتوبر 2024
- 14 أكتوبر 2024
- 25 أكتوبر 2024
- 36 أكتوبر 2024
- 47 أكتوبر 2024
- 58 أكتوبر 2024
- 69 أكتوبر 2024
- 710 أكتوبر 2024
- 811 أكتوبر 2024
- 912 أكتوبر 2024
- 1013 أكتوبر 2024
- 1114 أكتوبر 2024
- 1215 أكتوبر 2024
- 1316 أكتوبر 2024
- 1417 أكتوبر 2024
- 1518 أكتوبر 2024
- 1619 أكتوبر 2024
- 1720 أكتوبر 2024
- 1821 أكتوبر 2024
- 1922 أكتوبر 2024
- 2023 أكتوبر 2024
- 2124 أكتوبر 2024
- 2225 أكتوبر 2024
- 2326 أكتوبر 2024
- 2427 أكتوبر 2024
- 2528 أكتوبر 2024
- 2629 أكتوبر 2024
- 2730 أكتوبر 2024
- 2831 أكتوبر 2024
- 291 نوفمبر 2024
- 302 نوفمبر 2024
- 13 نوفمبر 2024
- 24 نوفمبر 2024
- 35 نوفمبر 2024
- 46 نوفمبر 2024
- 57 نوفمبر 2024
- 68 نوفمبر 2024

8 ربيع الآخر أو 8 ربيع الثاني أو يوم 8 \ 4 (اليوم الثامن من الشهر الرابع) هو اليوم السابع والتسعين من أيَّام السنة (أو الثامن والتسعين لو كان شهر صفر مُتممًا لليوم الثلاثين) وفق التقويم الهجري القمري (العربي). يبقى بعده 257 أو 258 يومًا لانتهاء السنة.

## أحداث
- 825 هـ - تولي الأشرف سيف الدين برسباي خلفا للسلطان الصالح ناصر الدين محمد بن ططر.
- 950 هـ - الأسطول العثماني يدخل ميناء «طولون» الفرنسي قاعدة الأسطول الفرنسي في البحر المتوسط، بناء على امتيازات منحتها فرنسا للأسطول العثماني لمواجهة نفوذ ملك إسبانيا وألمانيا كارلوس الخامس.
- 1080 هـ - الدولة العثمانية توقع معاهدة من 18 مادة تم بمقتضاها انتقال قلعة «كاندية» الحصينة في جزيرة كريت إلى الدولة العثمانية، إضافة إلى 1100 مدفع كانوا في القلعة، وأن تحصل الدولة على كامل الجزيرة.
- 1184 هـ - القائد العثماني عوض زاده خليل باشا يتعرض لهزيمة قاسية من القائد الروسي روماتروف في معركة كارتال، وقد قتل من العثمانيين 50 ألفًا ذبحًا بالسيف.
- 1293 هـ -
  - إنشاء صندوق الدين بمصر وذلك بعد عجز الخديوي إسماعيل عن سداد أقساط ديون بلاده المستحقة للبنوك الأوروبية.
  - البلغار يقومون بعصيان ضد الدولة العثمانية في بلغاريا التي كانت تسمى آنذاك «إيالة الطونة» وذلك بمساعدة من روسيا ويقتلون ألف مسلم، لكن القائد العثماني «عبد الكريم نادر باشا» تمكن من القضاء على هذا التمرد.
- 1307 هـ - صدور العدد الأول من جريدة المؤيد والتي أسسها مصطفى كامل ورأس تحريرها علي يوسف.
- 1327 هـ - توقف مجلة «الثقافة» التي كانت تصدرها «لجنة التأليف والترجمة والنشر» عن الصدور.
- 1328 هـ - الصحفي التونسي الشهير البشير الفورتي يصدر جريدة «ولد البلاد» الفكاهية ذات الرسوم الكاريكاتورية والقصص المصورة والشعر، لكن الجريدة لم تعمر طويلاً؛ إذ صدر منها تسعة أعداد فقط.
- 1364 هـ - تأسيس جامعة الدول العربية والتي تضم سبعة دول هي لبنان ومصر والسعودية واليمن والعراق والأردن وسوريا.
- 1374 هـ - إصدار المحكمة التي شكلتها الثورة بعد محاولة اغتيال جمال عبد الناصر، التي اتهم فيها جماعة الإخوان المسلمين بتدبيرها، الحكم على ستة من قيادات الإخوان بالإعدام، وسبعة آخرين بالسجن المؤبد.
- 1391 هـ - صدور العدد الأول من جريدة الرأي الأردنية.
- 1396 هـ - اللجان الثورية في ليبيا تقوم بإعدام عشرات الطلبة داخل الحرمين الجامعيين لجامعتي الفاتح في طرابلس وقاريونس في بنغازي.
- 1399 هـ - الرئيس الأمريكي جيمي كارتر يقوم بأول زيارة لرئيس أمريكي إلى مصر.
- 1400 هـ - وصول أول سفير مصري في إسرائيل سعد مرتضى إلى تل أبيب، وأول سفير إسرائيلي في مصر إلياهو بن إليسار إلى القاهرة.
- 1402 هـ - قوات سرايا الدفاع في سوريا بقيادة رفعت الأسد تجتاح مدينة حماة وتقصفها بالمدافع فيما عرف باسم مجزرة حماة.
- 1411 هـ - العماد ميشال عون رئيس الحكومة العسكرية في لبنان وقائد القوات المتمردة يعلن استسلامه، وبذلك انتهت الحرب الأهلية اللبنانية بعد 15 سنة من اندلاعها.
- 1421 هـ - بشار الأسد يفوز بمنصب رئيس الجمهورية العربية السورية بنسبة 97% من المشاركين في استفتاء عام وذلك بعد شهر من وفاة والده الرئيس حافظ الأسد.
- 1425 هـ - الشرطة البريطانية تعتقل أبو حمزة المصري بطلب أمريكي.
- 1426 هـ - إقرار مجلس الأمة الكويتي (البرلمان) قانونًا تاريخيًّا يمنح المرأة الحق في التصويت والترشح في انتخابات المجالس النيابية للمرة الأولى.
- 1432 هـ - السلطان قابوس بن سعيد سلطان عُمان يصدر قرارًا يقضي بمنح صلاحيات تشريعية ورقابية لمجلس عُمان المؤلف من مجلس الشورى المنتخب ومجلس الدولة المعين، ويأمر بتشكيل لجنة فنية من المختصين لوضع مشروع تعديل للنظام الأساسي للدولة بما يحقق منح الصلاحيات للبرلمان.

## مواليد
- 232 هـ - الحسن العسكري، عالم مسلم والإمام الحادي عشر للشيعة الاثنا عشرية.
- 398 هـ - محمد بن علي الدامغاني، فقيه عباسي.
- 1272 هـ - إسكندر العازار، كاتب وصحفي وشاعر عثماني لبناني.
- 1338 هـ - رحمت مصطفوي محامي، وصحفي، وكاتب إيراني.
- 1358 هـ - حسن يعقوب العلي، كاتب ومؤلف مسرحي كويتي.
- 1368 هـ - ناهد يسري، ممثلة مصرية.
- 1371 هـ - حاتم ذو الفقار، ممثل مصري.
- 1401 هـ - ساندي علي، ممثلة تونسية مقيمة في مصر.
- 1405 هـ -
  - بثينة الرئيسي، ممثلة عُمانية.
  - فهد الرشيدي، لاعب كرة قدم كويتي.

## وفيات
- 260 هـ - الحسن بن علي العسكري، الإمام الحادي عشر عند الشيعة الاثني عشرية.
- 1006 هـ - أبو السرور الصديقي، فقيه ومتصوف مصري.
- 1104 هـ - محمد الرابع، السلطان العثماني التاسع عشر.
- 1339 هـ - فتح الله الإصفهاني، فقيه شيعي.
- 1409 هـ - طلعت يعقوب، أمين عام جبهة التحرير الفلسطينية.
- 1421 هـ - محمد مفتاح قريو، عالم مسلم ليبي.
- 1423 هـ - سعيد أختر الرضوي، فقيه شيعي هندي.
- 1425 هـ - رزق خليل حبة، شيخ المقارئ المصرية السابق.
- 1431 هـ - المهدي بنونة، صحفي وسياسي ودبلوماسي مغربي.
- 1442 هـ - سيدي محمد ولد الشيخ عبد الله، سابع رؤساء جمهورية موريتانيا.

## وصلات خارجية
- موقع قصة الإسلام: حدث في شهر ربيع الأوَّل.